# Pau Brasil (ort)
Pau Brasil är en ort i Brasilien.   Den ligger i kommunen Pau Brasil och delstaten Bahia, i den östra delen av landet, 900 km öster om huvudstaden Brasília. Pau Brasil ligger 180 meter över havet och antalet invånare är 8 136.
Terrängen runt Pau Brasil är huvudsakligen kuperad, men åt sydost är den platt. Runt Pau Brasil är det glesbefolkat, med 18 invånare per kvadratkilometer.. Det finns inga andra samhällen i närheten.
Omgivningarna runt Pau Brasil är en mosaik av jordbruksmark och naturlig växtlighet.